# Jarosław Korolow
Jarosław Igoriewicz Korolow (ros. Ярослав Игоревич Королев; ur. 7 maja 1987 w Moskwie) – rosyjski koszykarz, obecnie grający w Spartaku Sankt Petersburg.

## Kariera zawodowa
Korolow został wybrany z 12 numerem w Drafcie NBA w 2005 roku przez Los Angeles Clippers. Zanim dołączył do Clippers, grał w lidze rosyjskiej w CSKA Moskwa. 6 lipca 2007 roku Clippers zaoferowali Korolowowi kontrakt, ale wycofali ofertę we wrześniu. W grudniu 2007 roku podpisał kontrakt z Dynamem Moskwa. 26 lipca 2010 roku podpisał kontrakt z hiszpańskim zespołem CB Granada. W sierpniu 2011 roku przeszedł do Lagun Aro GBC. W grudniu 2012 roku został zawodnikiem Spartaka Sankt Petersburg.

## Osiągnięcia
Indywidualne
- Finalista konkursu wsadów ligi ACB (2011)